# Lancelot Holland
Lancelot Ernest Holland (13. září 1887 Banbury, Anglie – 24. května 1941, Dánský průliv) byl britský admirál. U Royal Navy sloužil od roku 1903, později se uplatnil jako důstojník námořního dělostřelectva. Nakonec dosáhl hodnosti viceadmirála (1940) a za druhé světové války zahynul jako vrchní velitel bitevního křižníku HMS Hood během bitvy v Dánském průlivu.

## Životopis

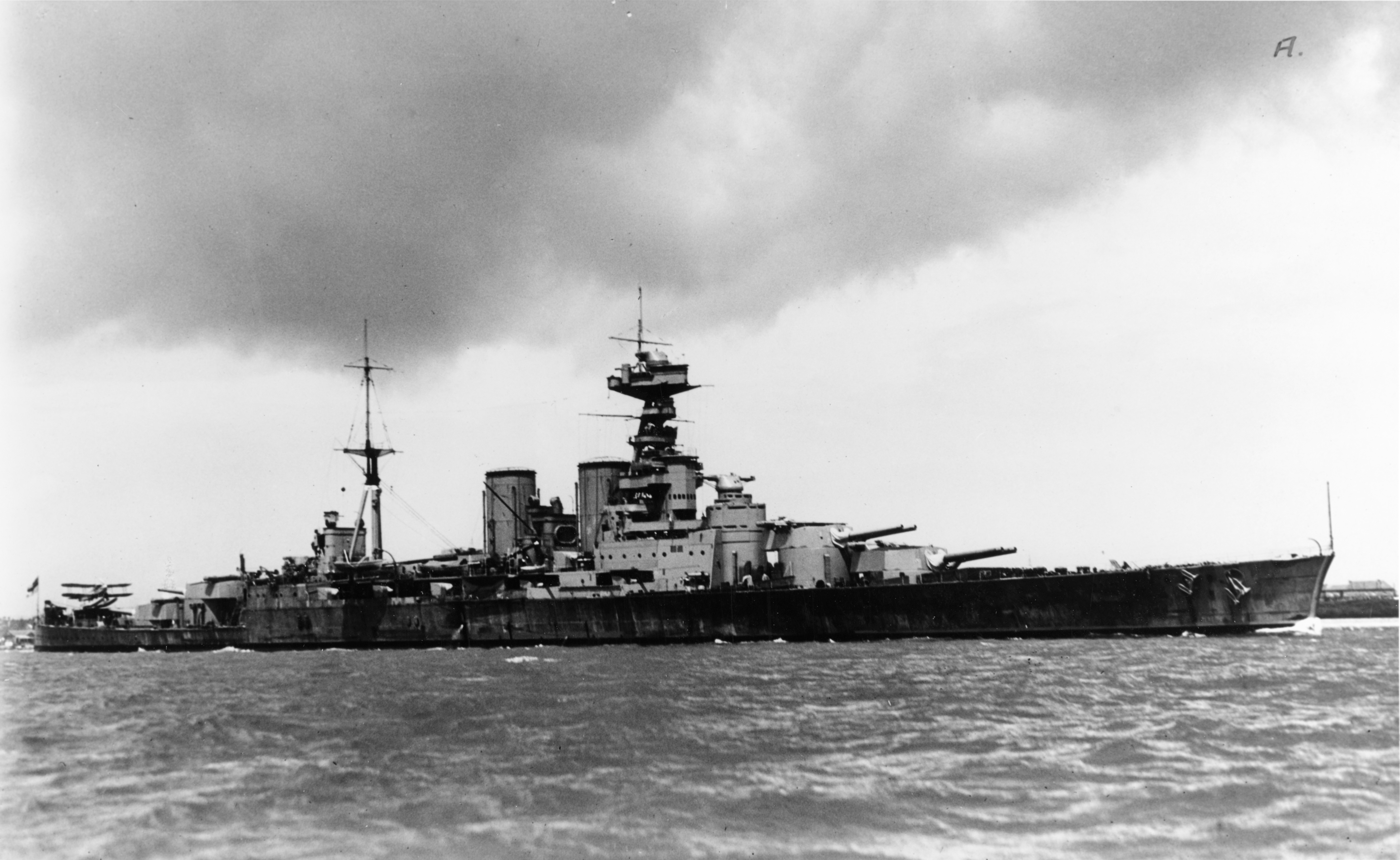
Bitevní křižník HMS Hood, vlajková loď viceadmirála Hollanda za druhé světové války

Narodil se do početné rodiny lékaře Thomase Wilkinsona Hollanda (1846-1908), který zároveň podnikal v pivovarnictví, měl šest sourozenců. Do námořnictva vstoupil v roce 1902 a jako kadet byl vyškolen na cvičné lodi HMS Britannia. Aktivní kariéru zahájil na Dálném východě, kde sloužil v letech 1903–1905 a v roce 1907 byl jmenován poručíkem. Později si doplnil vzdělání v oboru dělostřelectva a během první světové války působil jako pedagog na cvičné lodi HMS Excellent. V roce 1919 byl povýšen na komandéra a v roce 1926 dosáhl hodnosti kapitána. V letech 1929–1931 byl velitelem křižníku HMS Hawkins, poté v letech 1931–1932 vedl britskou námořní misi v Řecku, kde v roce 1932 obdržel Řád Spasitele. Od července 1934 do července 1935 velel křižníku HMS Revenge, poté byl v roce 1936 jmenován komodorem a v letech 1936–1937 působil jako námořní pobočník Jiřího VI. Od srpna 1937 byl zástupcem náčelníka námořního štábu a v lednu 1938 byl povýšen do hodnosti kontradmirála. 
Na počátku druhé světové války byl jako zástupce admirality poradcem na ministerstvu letectva (od ledna do května 1940) a poté šéfem štábu vrchního velitele flotily Home Fleet (od června 1940). Dne 1. srpna 1940 získal hodnost viceadmirála a jako velitel 1. bitevní eskadry převzal v květnu 1941 velení nad uskupením tvořeným bitevním křižníkem Hood (vlajková loď) a bitevní lodí Prince of Wales. Dne 24. května 1941 se toto uskupení střetlo s německým svazem tvořeným bitevní lodí Bismarck a těžkým křižníkem Prinz Eugen. V následné bitvě admirál Holland zahynul poté, co projektil z Bismarcku přivedl k výbuchu muniční sklady jeho lodi. Potopení křižníku Hood patřilo k citelným ztrátám Spojeného království během druhé světové války a tragická smrt viceadmirála Hollanda z něj učinila národního hrdinu. 